# Miotacz bomb głębinowych

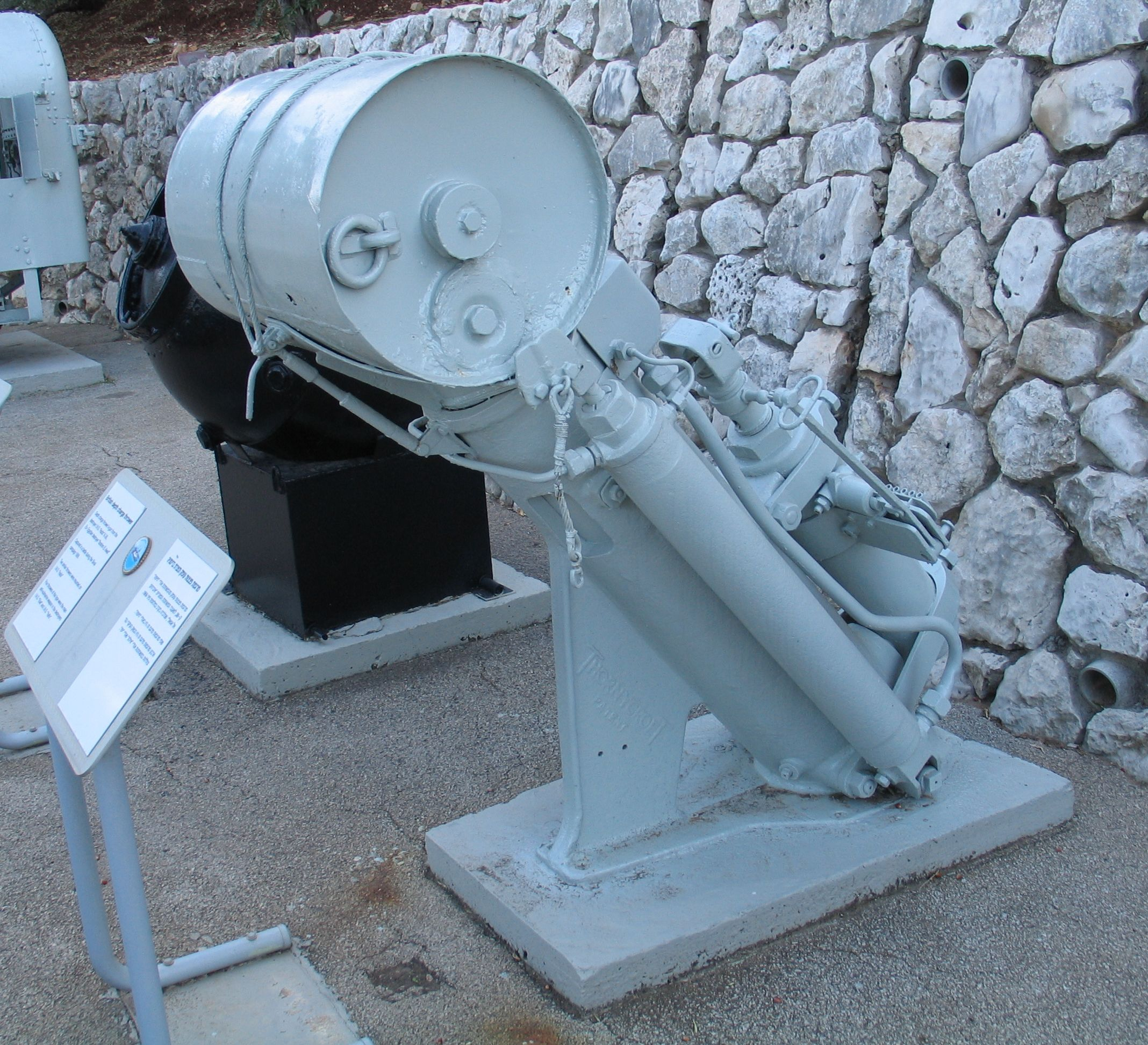
Typowy brytyjski trzonowy miotacz bomb głębinowych, z okresu II wojny światowej, z zamocowaną bombą

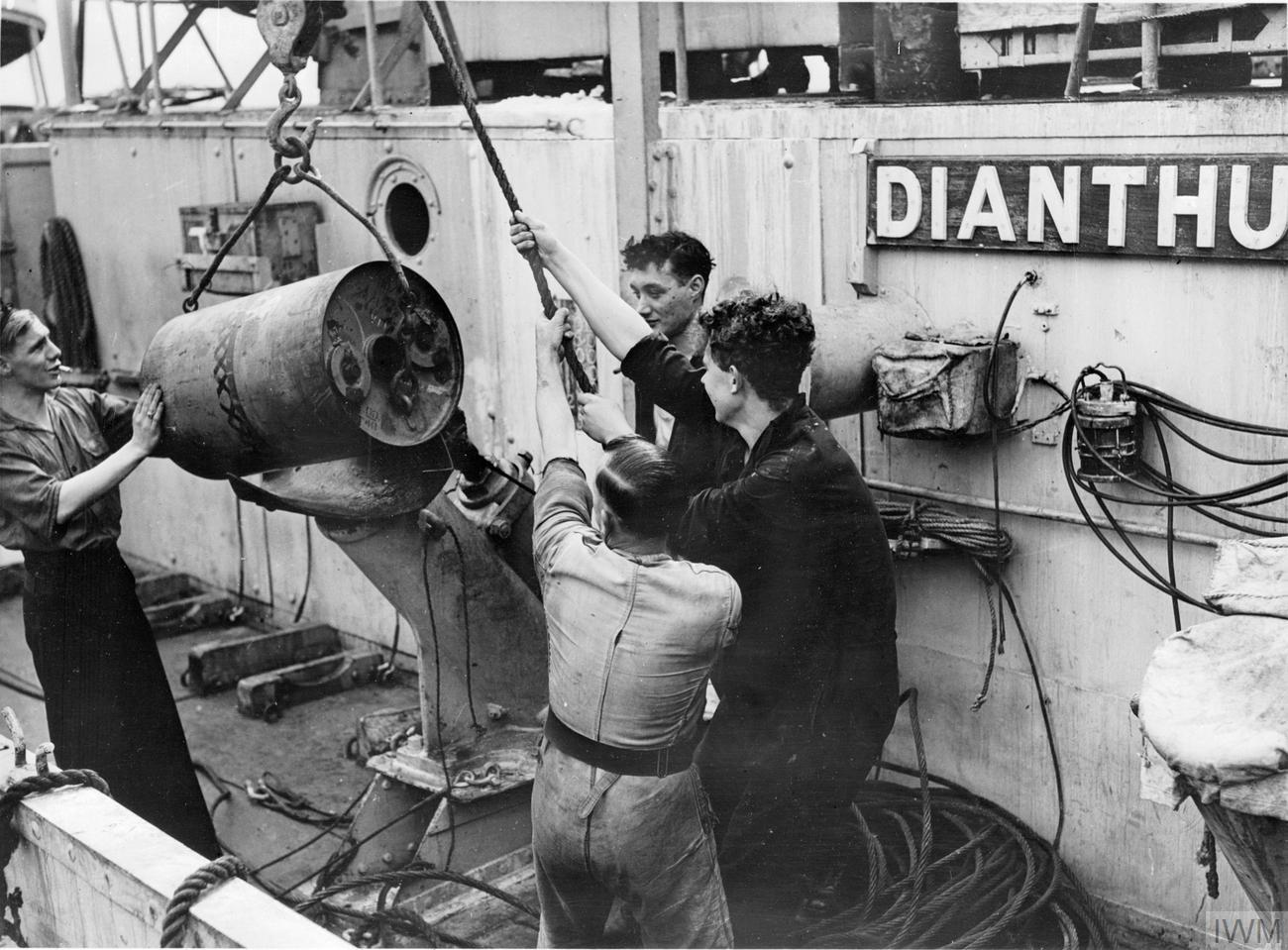
Bomba głębinowa Mk VII ładowana na brytyjski miotacz trzonowy Mk IV na okręcie HMS "Dianthus", 1942

Miotacz bomb głębinowych – broń służąca do zwalczania okrętów podwodnych przez okręty nawodne, za pomocą bomb głębinowych.
Miotacze bomb głębinowych powstały pod koniec I wojny światowej w wyniku dążenia do zwiększenia skuteczności zwalczania okrętów podwodnych przez zwiększenie powierzchni atakowanej bombami głębinowymi w sytuacji trudności określenia dokładnej pozycji okrętu podwodnego. Początkowo bomby głębinowe były zrzucane z prostych zrzutni tuż za rufą okrętu. Wprowadzenie miotaczy pozwoliło na wyrzucanie bomb głębinowych na odległość ok. 30–150 m od okrętu. 
Najpowszechniej używano trzonowych miotaczy bomb głębinowych, w których do bomby przymocowywano trzon, wkładany do lufy miotacza. Pierwszym udanym miotaczem tego typu, następnie szeroko rozpowszechnionym, był brytyjski Thornycroft DCT wprowadzony od połowy 1917, o zasięgu 27 m. Używane później konstrukcje zazwyczaj miały zasięg ok. 50–70 m, rzadziej większy. Rzadszymi konstrukcjami z uwagi na dużą średnicę bomb głębinowych były miotacze lufowe, w których bombę wystrzeliwano wprost z lufy miotacza. W miotaczach obu typów można było stosować takie same bomby, jak zrzucane ze zrzutni. Na ogół stosowano proch jako materiał miotający. Miotacze bomb głębinowych umieszczano na burtach okrętów eskortowych w części rufowej, skierowane na zewnątrz, wystrzeliwały one zazwyczaj bomby prostopadle do osi okrętu.
Podczas II wojny światowej wprowadzono nowe typy sprzężonych miotaczy bomb głębinowych o odmiennej konstrukcji, jak Hedgehog, Squid, Mousetrap.  
Po II wojnie światowej miotacze bomb głębinowych zostały stopniowo zastąpione przez wyrzutnie rakietowych bomb głębinowych, o większym zasięgu.